# Mark van der Pol
Mark van der Pol es un deportista neerlandés que compitió en vela en la clase Flying Dutchman. Ganó una medalla de bronce en el Campeonato Mundial de Flying Dutchman de 2009.

## Palmarés internacional
| Campeonato Mundial | Campeonato Mundial       | Campeonato Mundial | Campeonato Mundial |
| Año                | Lugar                    | Medalla            | Clase              |
| ------------------ | ------------------------ | ------------------ | ------------------ |
| 2009               | Medemblik (Países Bajos) | Medalla de bronce  | Flying Dutchman    |